# Championnats de France de triathlon en relais mixte 2018
Navigation
2019
Les championnats de France de relais mixte 2018 de la Fédération française de triathlon se tiennent à Gray, en Haute-Saône le 26 mai 2018.
Pour cette épreuve, chaque club est autorisé à participer avec une ou plusieurs équipes de quatre participants, composée de deux femmes et de deux hommes. Les équipes doivent s'affronter dans l'ordre suivant : (1 femme/1 homme/1 femme/1 homme). Chaque triathlète doit concourir sur une nage de 300 mètres, une course à vélo de 6 km, une course à pied de 2 km et passer le relais à son coéquipier.

## Palmarès
Le club Poissy Triathlon a dominé les débats en remportant les premières médailles d'or et d'argent de ce nouveau titre national. Ce club des Yvelines remporte également le titre chez les juniors. Le club Metz Triathlon chez les élites a mené une belle bataille pour remporter la médaille de bronze.
| Rang               | Équipe                                                                              | Temps           |
| ------------------ | ----------------------------------------------------------------------------------- | --------------- |
| Médaille d'or      | Poissy Triathlon 1                                                                  | 1 h 57 min 14 s |
| Médaille d'or      | - Léonie Périault - Aurélien Raphaël - Cassandre Beaugrand - Dorian Coninx          | 1 h 57 min 14 s |
| Médaille d'argent  | Poissy Triathlon 2                                                                  | 1 h 58 min 22 s |
| Médaille d'argent  | - Justine Guérard - Antoine Duval - Kristelle Congi - Tom Richard                   | 1 h 58 min 22 s |
| Médaille de bronze | Metz Triathlon 1                                                                    | 1 h 58 min 44 s |
| Médaille de bronze | - Jeanne Lehair - Thomas Sayer - Margot Garabedian - Mathis Margirier               | 1 h 58 min 44 s |
| 4                  | - Valence Triathlon ; - Sauvet - Mennesson - Viain - Stapley                        | 2 h 04 min 41 s |
| 5                  | - Tri Val de Gray 1 ; - Charayron - Catalot - Nivoix - Martin                       | 2 h 04 min 51 s |
| 6                  | - Metz Triathlon 2 ; - Léa Coninx - Ataland - Henry - Fanet                         | 2 h 05 min 08 s |
| 7                  | - Tri Val de Gray 2 ; - Dupuich - Miranda - Girardot - Gomez                        | 2 h 15 min 48 s |
| 8                  | - Autun Triathlon ; - Serodon - Naullet - Lalet - Gregoire                          | 2 h 16 min 39 s |
| 9                  | - Asptt Mulhouse Tri ; - Marion Doll - Matisse Doll - Ineich-Tuaillon - Maillot     | 2 h 19 min 17 s |
| 10                 | - Charleville Triathlon Ardennes ; - Buffet-Senelle - Buffet - Cubizolles - Lespine | 2 h 21 min 08 s |